# Station Kolín dílny
Kolín dílny (Nederlands: Kolín werkplaats) is een spoorweghalte in de Tsjechische gemeente Kolín. De halte ligt aan lijn 010 die van het twee kilometer westelijker gelegen hoofdstation van Kolín via Pardubice naar Česká Třebová loopt. Zoals de naam al aangeeft is er bij de halte een (kleine) werkplaats voor treinonderhoud aanwezig.
Bij de halte is er geen kaartverkoop. Kaartjes kunnen daarom zonder toeslag worden aangeschaft in de trein.
Kolín · Kolín dílny · Starý Kolín · Záboří nad Labem · Týnec nad Labem · Kojice · Chvaletice · Řečany nad Labem · Lhota pod Přeloučí · Přelouč · Valy u Přelouče · Pardubice-Opočínek · Pardubice-Svítkov · Pardubice hlavní nádraží · Pardubice-Pardubičky · Pardubice-Černá za Bory · Kostěnice · Moravany · Uhersko · Sedlíšťka · Zámrsk · Dobříkov u Chocně · Sruby · Choceň · Brandýs nad Orlicí · Bezpráví · Ústí nad Orlicí · Ústí nad Orlicí město · Dlouhá Třebová · Česká Třebová